# آبشار گریت میسوری
آبشار گریت میسوری (به انگلیسی: Great Falls of the Missouri River) آبشاری است که در ایالات متحده آمریکا واقع شده و ارتفاع کلی ریزشگاه آن ۱۸۷ فوت (۵۷ متر) است.